# Jeanne d'Arc (film, 1935)
Pour plus de détails, voir Fiche technique et Distribution.
Jeanne d'Arc (titre original : Das Mädchen Johanna) est un film allemand de propagande nazie sur l'histoire de Jeanne d'Arc réalisé par Gustav Ucicky et sorti en 1935.

## Synopsis
Au Royaume de France pendant la guerre de Cent Ans, les Français risquent de perdre la guerre contre le Royaume d'Angleterre et des ennemis intérieurs. Seule la ville d'Orléans résiste bien encore ; c'est ici que se trouve le roi de France Charles VII. Pour discuter de conditions de paix acceptables, le roi envoie son émissaire Maillezais dans le camp ennemi, chez John Talbot et son allié Philippe III de Bourgogne. Mais Talbot refuse le compromis ; il préfère se préparer à la bataille finale. Son mépris est tel que, devant Maillezais, il jette les armes de sa famille d'origine française.
La population de Orléans est désespérée, ceux qui doivent la défendre, Georges de La Trémoille, Jean de Dunois et Jean d'Alençon, sont seulement intéressés par leur propre intérêt et forgent des intrigues contre leur monarque, qui leur doit beaucoup d'argent. Dans la nuit, le roi perd la foi en une victoire et maintient sa volonté de pourparlers. Alors qu'il marche dans une rue, des hommes qui essaient de récupérer les cadavres jetés pieds et poings liés dans la Loire l'interpellent violemment. Ces corps sont les victimes du duc d'Alençon. Aussi ces hommes demandent au roi de ne rien céder aux Anglais.
La foule croit que le roi est le duc, le sort de chez lui et veut le lyncher. Au dernier moment, une jeune paysanne de 17 ans reconnaît le roi. La jeune fille Jeanne évite le pire. Jeanne explique qu'elle a été envoyée par l'archange Michael, pour sauver la France et pour couronner le roi à Reims. Charles, pas très crédule et très calculateur, voit tout de suite l'occasion de redonner la motivation aux Français. Un appel résonne désormais : « Dieu et la jeune fille ! ». Les soldats du roi Charles sous la direction de Jeanne d'Arc lancent l'assaut contre la fortification de l'ennemi. Le duc de Bourgogne est capturé. Victorieuse, Jeanne augure au roi de se méfier de ses riches alliés.
Quelques mois plus tard, Charles est couronné à Reims. Jeanne se trouve à ses côtés. Mais pendant la nuit de fête, on découvre qu'à Reims, la peste vient d'apparaître. De plus, les Anglais menacent de prendre la route de Paris. Immédiatement Johanna veut se battre à nouveau et appelle aux armes. Mais les invités de la fête se moquent de sa témérité. Jeanne s'est faite de nombreux ennemis, comme le duc d'Alençon qui la qualifie de sorcière. On accuse Jeanne d'avoir fait venir la peste, car elle a l'orgueil de croire qu'elle accomplit une mission divine.
La foule est en colère, le duc d'Alençon hurle : « Tuez-la, la maudite sorcière ! ». Tandis que le roi fait expulser Jeanne de la salle, La Trémouille, maintenant commandant de Reims, fixe avec l'approbation du roi sa capture, morte ou vive, à trois mille thalers d'argent. Elle est accusée d'hérésie, capturée et remise aux Anglais. Ainsi, le sort de la Vierge est scellé. Le roi Charles, pris entre la gratitude qu'il lui doit d'un côté et la foule vindicative et les Anglais encore menaçants dirigés par Lord Talbot, fait vite un calcul cynique : il laisse La Trémouille faire ce qu'il veut de Jeanne. « Si Dieu veut que Jeanne brûle », soutient-il devant le duc de Bourgogne, « toutes vos prières ne serviront à rien. » En outre, suivant ses réflexions, Jeanne d'Arc pourrait être beaucoup plus utile comme martyre mort pour la gloire de la France que vivante. À Rouen, emprisonnée dans des chaînes, Jeanne attend maintenant la mort par le feu. Lorsque Maillezais évoque au roi que son attitude envers Jeanne pourrait être prise pour une trahison, il répond froidement : « Mais mourir pour une cause... ce n'est pas le plus difficile. Vivre et agir pour une chose est beaucoup plus difficile. Elle était mon outil, rien de plus qu'un outil. Elle doit brûler. Qu'elle est vivante nous fait du tort. Jeanne sera une martyre. Il faut qu'elle brûle. »
Pendant ce temps, en procès à Rouen, la Vierge espère en vain d'être secourue par le roi. Mais le verdict des Anglais est connu d'avance. Maillezais et des partisans tentent en vain de la sauver. Mais le roi envoie le duc d'Alençon arrêter la moindre tentative de complot. La jeune fille dit face à la mort : « Je crois que je dois mourir pour que mon pays soit libre. » La vie de Jeanne finit sur le bûcher. Avec sa mort par le feu, Jeanne d'Arc devient enfin une légende. La clameur « Jeanne a été envoyée par Dieu, elle est une martyre » fait écho à travers le pays meurtri. C'est par une puissance surnaturelle qu'après 22 autres années de guerre la France est amenée à la victoire finale. Trois ans plus tard, le roi Charles déclare en présence de Maillezais qu'il faut donner réparation à la mère de Jeanne pour l'injustice qu'elle a subie.

## Réception et critiques
Pour le Lexikon des internationalen Films, le film « place l'histoire du XVe siècle en relation avec le présent et la vision du monde national-socialiste : un peuple exsangue est conduit d'une oppression honteuse à une renaissance nationale grâce à la foi en la victoire d'une simple « camarade du peuple » (Volksgenosse (en)). L'incohérence de la construction apparaît dans le personnage [du] roi Charles [...] dépeint en politicien cynique allant jusqu'à réhabiliter Jeanne 25 ans plus tard [...] ».
Il sera placé dans la Liste des films allemands interdits par la censure militaire alliée (de) en 1945.

## Fiche technique
- Titre original : Das Mädchen Johanna
- Titre français : Jeanne d'Arc
- Réalisation : Gustav Ucicky assisté d'Eduard von Borsody
- Scénario : Gerhard Menzel
- Musique : Peter Kreuder
- Direction artistique : Robert Herlth, Walter Röhrig
- Costumes : Robert Herlth
- Photographie : Günther Krampf
- Son : Hermann Fritzsching
- Montage : Eduard von Borsody
- Production : Bruno Duday
- Sociétés de production : UFA
- Société de distribution : UFA
- Pays de production :  Reich allemand
- Langue : allemand
- Format : Noir et blanc - 1,37:1 - Mono - 35 mm
- Genre : Drame
- Durée : 87 minutes
- Dates de sortie :
  - Troisième Reich : 26 avril 1935.
  - États-Unis : 8 octobre 1935.
  - France : 1935[1].

## Distribution
- Angela Salloker : Jeanne d'Arc
- Gustaf Gründgens : le roi Charles VII
- Heinrich George : Philippe III de Bourgogne
- René Deltgen : Maillezais, le conseiller du roi
- Erich Ponto : John Talbot
- Willy Birgel : La Trémouille
- Theodor Loos : Dunois
- Aribert Wäscher : le duc Jean d'Alençon
- Franz Nicklisch (de) : Jean de Metz
- Veit Harlan : Pierre
- Paul Bildt : un habitant désespéré lors de la récupération des cadavres.
- Bruno Hübner : un autre citoyen qui se tient à côté de lui
- Bernhard Minetti : un huissier
- S. O. Schoening (de) : un prêtre
- Friedrich Ulmer : un capitaine
- Fritz Genschow : un capitaine
- Paul Wagner (de) : un héraut
- Karl Dannemann : un soldat anglais
- Knut Hartwig (de) : un soldat anglais
- Edlef Schauer : un écuyer bourguignon
- Katja Bennefeld (en) : une fille dans la foule
- Maria Koppenhöfer : une femme dans la foule
- Wera Liessem : une fille dans la foule
- Elsa Wagner : une femme dans la foule
- Josef Sieber : un homme lors du couronnement
- Walther Bäuerle : le bourreau
- Albert Florath : un garde méprisant La Trémouille
- Friedrich Gnaß : un homme dans la foule qui suit Jeanne
- Alexander Golling (en) : un soldat de Talbot qui lui conseille de fuir